# Alexander Burnes
Alexander Burnes, zwany Bokhara Burnes (ur. 16 maja 1805 w Montrose, zm. 2 listopada 1841 w Kabulu) – brytyjski podróżnik i odkrywca, doprowadził do ustanowienia brytyjskich kontaktów z Bucharą.

## Początki kariery
Urodził się w Szkocji, był synem miejscowego burmistrza (provost). Służbę wojskową odbywał w Indiach i w wieku 16 lat wstąpił do Kompanii Wschodnioindyjskiej. Szybko nauczył się języków hindustani i perskiego. W 1822 r. rozpoczął pracę w Suracie, a w 1826 r. został przeniesiony do Kaććh, gdzie został asystentem agenta politycznego. Tam zainteresował się historią i geografią północno-zachodnich Indii oraz okolicznych krajów, które nie zostały jeszcze dokładnie zbadane przez Brytyjczyków.

## Podróże
W 1829 r. przedstawił plan zorganizowania wyprawy przez dolinę Indusu, ale projekt ten został odrzucony. W 1831 r. Burnes został wysłany do Lahaur, gdzie przekazał konie, prezent od króla Wilhelma IV, dla maharadży Randżita Singha. Burnes stwierdził, że konie nie przeżyją podróży lądem i wybrał się drogą przez dolinę Indusu. W kolejnych latach podróżował do Afganistanu oraz dotarł do Buchary i Persji.
Po powrocie do Wielkiej Brytanii w 1834 r. Burnes wydał książkę o badanych przez siebie terytoriach. Po powrocie do Indii w 1835 r. został wysłany na dwór Sindhu, gdzie miał za zadanie zabezpieczyć realizację traktatu o nawigacji na rzece Indus. W 1836 r. został wysłany z poselstwem do emira Afganistanu Dosta Mohammada.

## I wojna afgańska
Burnes doradzał gubernatorowi generalnemu lordowi Aucklandowi, aby poparł Dosta Mohammeda i pomógł mu utrzymać się na afgańskim tronie. Auckland przychylił się jednak do opinii Williama Macnaghtena i poparł pretendenta, Szudżę Szaha.
Po wybuchu I wojny brytyjsko-afgańskiej w 1839 r. Burnes towarzyszył Armii Indusu, a po opanowaniu Kabulu został tam brytyjskim agentem politycznym. 2 listopada 1841 r. tłum zaatakował siedzibę Burnesa w Kabulu. Burnes próbował uciec w afgańskim przebraniu, ale został rozpoznany i porąbany na kawałki.

## Publikacje
- Travels into Bokhara. Being an account of a Journey from India to Cabool, Tartary and Persia. Also, narrative of a Voyage on the Indus from the Sea to Lahore, wyd. John Murray, Londyn, 1834, t. I-III
- „On the Commerce of Shikarpur and Upper Scinde” Transactions of the Bombay Geographical Society. t. II, 1836-1838
- Cabool. Being a Personal Narrative of a Journey to, and Residence in that City in the years 1836, 7, and 8, wyd. John Murray, Londyn, 1842